# Numerisk linjär algebra
Numerisk linjär algebra är en gren inom matematik, numerisk analys och datavetenskap där metoder och algoritmer för numeriska beräkningar formuleras med linjär algebra framförallt med hjälp av vektorer och matriser. Numerisk linjär algebra används ofta för att lösa fundamentala problem inom många vetenskapliga fält för teknik och vetenskap. Det används till exempel för numerisk lösning av partiella differentialekvationer, signalbehandling, data mining, akustik, maskininlärning, materialvetenskap, strömningsmekanik (framförallt beräkningsströmningsdynamik),  optimeringslära och många andra ämnen. Beräkningstekniska lösningar inom dessa ämnen bygger ofta på utveckling, analys och implementation av algoritmerna för grundläggande problem inom numerisk linjär algebra, till exempel på grund av matrisformuleringen av finita differensmetoden och finita elementmetoden. Metoderna bygger ofta på begrepp såsom LU-faktorisering, QR-faktorisering, Choleskyfaktorisering, Krylovrum och singulärvärdesfaktorisering.
Dessa problem anses ofta som standardproblemen inom numerisk linjär algebra:
- Linjära ekvationssystem

- Överbestämda linjära ekvationssystem

- Egenvärdesproblem

Det finns många varianter och generaliseringar av dessa problem, till exempel singulärvärdesfaktorisering, generaliserade egenvärdesproblem, olinjära egenvärdesproblem, olinjära överbestämda linjära ekvationssystem, matrisekvationer.